# Брёндтстед, Йоханнес
Йоханнес Брёндстед (5 октября 1890 — 16 ноября 1965) — датский археолог и историк, который специализировался на первобытном обществе.
Брёндстед родился в городке Грундфар, Ютландия.

## Биография
В 1920 году он получил докторскую степень за работу о взаимоотношениях между англосаксонским и скандинавским искусством в Эпоху викингов.
В 1922 и 1923 годах он работал в поле вместе с Эйнаром Дзигве на раскопках ранних христианских памятников в Далмации. Его рассказ об этом раскопе был опубликован в "Recherches à Salone" (1928).
С 1941 по 1951 год Брёндстед был профессором скандинавской археологии и европейской предыстории в университете Копенгагена. Он оставил эту должность, чтобы стать директором Национального музея Дании в Копенгагене, где он работал с 1951 по 1960 год.

## Избранные произведения
- Nordisk og fremmed Ornamentik i Vikingetiden med særligt Henblik paa Stiludviklingen i England. In: Aarbøger for nordisk Oldkyndighed og Historie. 1920, S. 162–182.
- Early English Ornament. Munksgaard, Kopenhagen 1924.
- mit Ejnar Dyggve:Recherches à Salone. Band 1: La ville de Salone – disposition et topographie. Schultz, Kopenhagen 1928.
- Danmarks Oldtid. Band 1: Stenalderen. Gyldendal, Kopenhagen 1938.
  - Nordische Vorzeit: Band 1: Steinzeit in Dänemark. Wachholtz, Neumünster 1960.
- Danmarks Oldtid. Band 2: Bronzealderen. Gyldendal, Kopenhagen 1939.
  - Nordische Vorzeit: Band 2: Bronzezeit in Dänemark. Wachholtz, Neumünster 1962.
- Danmarks Oldtid. Band 3: Jernalderen. Gyldendal, Kopenhagen 1940.
  - Nordische Vorzeit: Band 3: Eisenzeit in Dänemark. Wachholtz, Neumünster 1963.
- Vikingerne. Gyldendal, Kopenhagen 1960.
  - Die große Zeit der Wikinger.  Wachholtz, Neumünster 1964.
- De aeldste tider indtil år 600  (= Danmarks historie. Band 1). Politiken, Kopenhagen 1962.

## Признание и награды
- 1952, член-корреспондент Британской Академии
- 1953, золотая медаль Королевского общества древностей